# ES Возничего
ES Возничего (лат. ES Aurigae), HD 254413 — одиночная переменная звезда в созвездии Возничего на расстоянии приблизительно 2050 световых лет (около 628 парсеков) от Солнца. Видимая звёздная величина звезды — от +11m до +10,6m.

## Характеристики
ES Возничего — красный гигант, пульсирующая медленная неправильная переменная звезда (LB) спектрального класса M6 или M1. Радиус — около 84,37 солнечных, светимость — около 766,153 солнечных. Эффективная температура — около 3306 К.